# Renske Endel
Renske Endel (Noord-Scharwoude, 13 de julho de 1983) é uma ex-ginasta neerlandesa que competiu em provas de ginástica artística pelos Países Baixos.
Iniciada na modalidade feminina aos três anos, aos cinco já competia. Aos dez anos ingressou num clube de alto nível. Por questões financeiras, treinava uma vez por semana, passando a trinta horas semanais gradualmente. Após sete anos mudou de ginásio e pelo novo, tornou-se vice-campeã mundial das barras assimétricas no Mundial de Gante, em 2001, na Bélgica, e vice-campeã continental, em 2002, no Europeu de Patras, na Grécia, ambos conquistados pela russa Svetlana Khorkina.
Em 2003, aposentou-se das práticas e cursou a faculdade de nutrição. Posteriormente, ingressou na Corpus Acrobatic Theatre, na qual aprendeu novas maneiras de praticar ginástica, com movimentos acrobáticos em aparelhos e com aparatos manuais.